# محمد تشامي
محمد تشامي (بالألبانية: Muhamet Çami - Kyçyku‏) (1784- 1844م) أحد أعلام الأدب العربي الألباني ومن أبرز أعماله ترجمة بردة البوصيري إلى اللغة الألبانية التي كانت تكتب بالأحرف العربية آنذاك. ويعد محمد تشامي من مؤسسي تيار الشعراء الألباني بيتجيني والذي كان أحد أركان النهضة الألبانية.
ولد في قرية كونيسبول أقصى جنوب ألبانيا على الحدود اليونانية وقد كانت الدولتان معا آنذاك يشكلان إيالة ((يانية)) التابعة للدولة العثمانية، وذهب في شبابه إلى القاهرة ليلتحق بجامعة الأزهر وبقي هناك 11 سنة تعمق فيها في اللغة العربية ثم عاد إلى بلاد الأرناؤوط، فاشتهر بترجمته لقصيدة البردة للبوصيري، ورغم ضياع النسخة الأصلية إلا أن مركز الدولة للوثائق في ألبانيا يحتفظ بمخطوطة تتألف من 40 صفحة وترجع إلى 1884م.